# Zsidó Tanácsháza (Prága)

Az újépület homlokzata

A prágai zsidó városháza Josefovban három épületet foglal el (u. Maislova 250/18; Idegenvezető). Egyike azon ritka építményeknek, amelyek túlélték a városnegyed  1893–1913 közötti rehabilitálását.  amely szorosan kapcsolódik a városházához. Kulturális műemlék; azonosító kódja: 44412/1-460 (a Magas zsinagógával közösen).

## Története
Legrégibb részét, a sarokházat Maisel-városházának is nevezik, mert építését a 16. században Mordecháj Maisel, II. Rudolf császár bankára, a prágai zsidó közösség fontos mecénása és akkori elöljárója finanszírozta — miként az átellenben álló és a tanácsházához szorosan kapcsolódó Magas zsinagógáét is.
A 16. század elején a Zsidó Vének Tanácsa egy, az iratokban „Zsidó Rathaus” néven említett helyen ülésezett, erről azonban nem tudni, hogy hol lehetett. Ekkor a mai épület helyén még egy ismeretlen rendeltetésű és feltehetően egy ötszög alaprajzú, bordás boltozatú, torony alakú épület állt. Ennek töredékes maradványait a városháza alagsorában tárták fel.
A Maisel által pénzelt épületek helyszínének kiválasztásánál állítólag fontos szempont volt, hogy ezek viszonylag emelt helyen álljanak. A Moldva 20. századi szabályozásáig ugyanis a zsidóvárost rendszeresen elöntötte az árvíz (volt olyan év, amikor ötször is). A két épületet 1577-ben adták át.
Az 1689-es nagy prágai tűzvész után kora barokk stílusban építették újjá. A 18. század első felében a növekvő adminisztráció elhelyezésére megvették a Tanácsháza mellett álló házat, majd az 1754-es, a Zsidóváros nagy részét elpusztító tűzvész utáni újjáépítéssel egybenyitották a két épületet. A sarokház ekkor kapta jelenlegi, rokokó külsejét.
A 19. század második felében a további bővítés érdekében megvették a városháza melletti telket. Erre a városrész 1893–1913-as rekonstrukciójának részeként 1908-ban építették fel a harmadik épületet Matěj Blecha tervei alapján.

## Az épület
A Maisel-városháza háromemeletes saroképület a Červená és Maiselová utcák sarkán. Rokokó homlokzatát héber számlapú óra, fölötte pedig római számlapú órával ellátott torony koronázza (Barangoló). A tornyot és az órákat úgy konstruálták, hogy hasonlítsanak az Orlojra. Külön érdekessége, hogy a héber számlapú óra mutatói a szokásossal ellentétes irányba forognak. Az órákat máig az 1764-ben beszerelt kézműves óraszerkezet hajtja.
Belső részei a ház egykori reneszánsz jellegét őrzik.
Az 1908-as újépület homlokzata északnyugatnak, a Maisel utcára néz. Historizáló, neorokokó stílusa a régi épületéhez igazodik.

## Jelenlegi funkciója
Ez az épület a prágai zsidó hitközség és egyúttal a Zsidó Hitközségek Szövetségének székhelye. Itt van a prágai főrabbi és a regionális rabbi rezidenciája is. Az új rész földszintjén közel száz éve kóser étterem üzemel. Az épületegyüttes jelentős kulturális központ.

## Fordítás
- Ez a szócikk részben vagy egészben  a   Maiselova radnice című cseh Wikipédia-szócikk ezen változatának fordításán alapul.  Az eredeti cikk szerkesztőit annak laptörténete sorolja fel. Ez a jelzés csupán a megfogalmazás eredetét és a szerzői jogokat jelzi, nem szolgál a cikkben szereplő információk forrásmegjelöléseként.